# Duke Williams
Michael Williams, detto Duke (Reno, 15 ottobre 1990), è un giocatore di football americano statunitense che gioca nel ruolo di safety per i Buffalo Bills della National Football League (NFL). Fu scelto nel corso del quarto giro (105º assoluto) del Draft NFL 2013 dai Bills. Al college ha giocato a football all’Università del Nevada-Reno.

## Carriera professionistica

### Buffalo Bills
Williams fu scelto nel corso del quarto giro del Draft 2013 dai Buffalo Bills. Debuttò come professionista nella settimana 1 mettendo a segno un tackle contro i New England Patriots. La sua stagione da rookie si concluse con 7 tackle disputando tutte le 16 partite, nessuna delle quali come titolare.
Nel Monday Night Football della settimana 12 della stagione 2014, Williams fece registrare il primo intercetto in carriera su Michael Vick dei New York Jets. La sua annata si chiuse giocando ancora tutte le 16 gare, incluse le prime quattro presenze come titolare, mettendo a segno 52 tackle.
Nella settimana 10 della stagione 2015 contro i New York Jets, Williams ritornò un fumble su un tentativo di kickoff per 19 yard in touchdown.

## Statistiche
| Partite totali      | 32 |
| Partite da titolare | 1  |
| Tackle              | 57 |
| Sack                | 0  |
| Intercetti          | 1  |

Statistiche aggiornate alla stagione 2014